# Parastriga
Parastriga é um género botânico pertencente à família Scrophulariaceae.